# 中野上町
中野上町（なかのかみちょう）は、東京都八王子市の地名である。現行行政地名は中野上町一丁目から中野上町五丁目。住居表示実施済み区域。郵便番号は、192-0041（八王子郵便局管区）。

## 地理
八王子市の東部、浅川・川口川の合流点の北西に位置し、おおむね、両河川及び中央自動車道に囲まれている。北東で中野山王、西で楢原町、南で元横山町・大横町・平岡町・元本郷町、北で中野町と隣接する。中央を秋川街道が、東端を国道16号が通る。秋川街道沿いに工場や商店が多いほかは、大半が農地・住宅地である。

### 河川
- 浅川 - 浅川橋・萩原橋・鶴巻橋が架かる。
- 川口川 - 川口川橋が架かる。

### 地価
住宅地の地価は、2014年（平成26年）1月1日の公示地価によれば、中野上町一丁目15-18の地点で122,000円/m2となっている。

## 歴史

### 地名の由来
中野町の小名であった上中野（かみなかの）に由来する。上中野はその後、小字の上屋敷通（かみやしきどおり）となり、現在の中野上町三丁目から五丁目の地域にあたる。

### 沿革
- 1977年（昭和52年）10月1日 - 住居表示実施に伴い、中野町と元横山町の各一部区域を再編し1～4丁目が成立。

## 世帯数と人口
2017年（平成29年）12月31日現在の世帯数と人口は以下の通りである。
| 丁目           | 世帯数    | 人口    |
| -------------- | --------- | ------- |
| 中野上町一丁目 | 927世帯   | 1,712人 |
| 中野上町二丁目 | 815世帯   | 1,444人 |
| 中野上町三丁目 | 764世帯   | 1,495人 |
| 中野上町四丁目 | 973世帯   | 2,172人 |
| 中野上町五丁目 | 714世帯   | 1,580人 |
| 計             | 4,193世帯 | 8,403人 |

## 小・中学校の学区
市立小・中学校に通う場合、学区は以下の通りとなる。
| 丁目           | 番地 | 小学校               | 中学校               |
| -------------- | ---- | -------------------- | -------------------- |
| 中野上町一丁目 | 全域 | 八王子市立第九小学校 | 八王子市立第二中学校 |
| 中野上町二丁目 | 全域 | 八王子市立第九小学校 | 八王子市立第二中学校 |
| 中野上町三丁目 | 全域 | 八王子市立第九小学校 | 八王子市立第二中学校 |
| 中野上町四丁目 | 全域 | 八王子市立第九小学校 | 八王子市立第二中学校 |
| 中野上町五丁目 | 全域 | 八王子市立第九小学校 | 八王子市立第二中学校 |

## 交通

### バス
- 西東京バス
  - 京王・JR八王子駅〜中野〜武蔵五日市駅・サマーランド・秋川駅
  - 京王・JR八王子駅〜中野〜川口小学校・上川霊園
  - 京王・JR八王子駅〜中野〜工学院大学西〜楢原町
  - 西八王子駅〜西中野3丁目〜楢原町

### 道路
- 国道16号（東京環状）
- 東京都道32号八王子五日市線（秋川街道）

## 施設

### 行政
- 八王子市役所補修センター

### 教育
- 八王子市立中野保育園
- 八王子市立第九小学校
- 八王子市立第二中学校
- なかの幼稚園

### 郵便局
- 八王子中野上町郵便局
- 八王子中野上町一郵便局
- 八王子中野上町五郵便局

### 金融
- 多摩信用金庫中野支店

### 商業
- クリエイトエス・ディー八王子中野上町店
- ファッションセンターしまむら八王子中野上町店
- ブックスタマゲオ八王子店

### 企業
- 日本機械工業本社工場・東京営業所
- 日本ブレーキ工業（本社があったが移転し本店所在地となっている）

### 過去に存在した施設
- 八王子競馬場（現在の八王子市立第二中学校）1934年、高倉町へ移転
- 横河メディカルシステム（現在のファッションセンターしまむら八王子中野上町店）